# Бёрдон, Джон
Сэр Джон Олдер Бёрдон (англ. John Alder Burdon; 23 августа 1866, Пекин, Империя Цин — 9 января 1933, Хампстед, Лондон, Великобритания) — британский колониальный деятель, губернатор Британского Гондураса (1925—1932).

## Биография
Родился в семье епископа Джона Шоу Бердона и Фиби Эстер Олдер.
В 1885 г. окончил школу имени короля Эдуарда VI в Норвиче.
В 1888 г. поступил на службу в британские вооруженные силы, служил в составе Камеронских горцев королевы. Участник нигерийского-суданской компании (1897). В 1898—1899 гг. — командир нигерийских королевских констеблей.
В начале 1900 г. он был назначен помощником резидента в Северной Нигерии, в 1907—1908 гг. — исполнял обязанности секретаря колониальной администрации. В 1900 г. был резидентом провинции Нижний Бенин, в 1901—1902 гг. — провинции Нупе, в 1903—1906 и 1907—1910 гг. — провинции Сокото.
- 1910—1915 гг. — колониальный секретарь Барбадоса, в 1910—1911 гг. исполнял обязанности губернатора,
- 1913—1914 гг. — одновременно и.о. администратора Доминики,
- 1916—1925 гг. — администратор островов Сент-Кристофер-Невис-Ангильи,
- 1925—1932 гг. — генерал-губернатор Британского Гондураса.

Автор книги «Краткий очерк британского Гондураса: прошлое, настоящее и будущее» (1927).

## Семья
С декабря 1910 г. был женат на Кэтрин Джанет Сазерленд.

## Награды и звания
- Командор ордена Британской империи
- Кавалер ордена Святых Михаила и Георгия